# Batalla de Fort William Henry
La Batalla de Fort William Henry  és el nom que rep el setge que el general francès Louis-Joseph de Montcalm imposà a la fortalesa britànica de Fort William Henry durant l'agost de 1757. A més, és tristament recordada per l'incompliment dels aliats indígenes dels francesos al tractat de rendició, assassinant a molts dels supervivents britànics quan aquests s'estaven retirant.
Aquesta va ser una de les últimes grans victòries de l'exèrcit colonial francès durant la Guerra Franco-Índia.

## Antecedents
La Guerra Franco-índia havia començat el 1754 i durant els dos primers anys es van succeir diverses batalles que havien deixat un saldo favorable per als francesos. Després d'una sèrie d'escaramusses a principis de 1756, Montcalm va decidir prendre Fort Oswego pels avantatges tàctics que això suposava. El control d'aquest fort facilitava la defensa del Fort Niàgara i del Fort Duquesne, el que suposava la defensa de tot Quebec. El 1756 els francesos van capturar Fort Oswego

## Batalla
El tinent coronel escocès George Monro era el comandant del Fort William Henry, defensat per membres de dos regiments de l'exèrcit regular britànic, així com tropes auxiliars de la milícia. El marquès de Montcalm, al comandament d'una poderosa columna francesa reforçada per aliats iroquesos i hurons, va arribar al fort des del nord el 3 d'agost i va començar a bombardejar insistentment el fort. Malgrat el setge, Monro va aconseguir demanar ajuda al general Daniel Webb, qui estava al comandament del veí enclavament britànic de Fort Edward, però aquest li va denegar l'ajuda contestant que en aquells moments li era impossible.
Mancat de munició i de queviures i amb les bateries franceses assolant les seves posicions, tot i haver intentat resistir el màxim temps possible, el dia 9 d'agost Monro va acceptar negociar la pau amb Montcalm. Gràcies a les negociacions i a canvi del lliurament del fort, el comandant francès va permetre als britànics abandonar el fort amb les seves armes i els va garantir que no serien atacats. Després de la capitulació britànica, els francesos van prendre possessió del fort.

## Massacre
Tot just ocupat el fort, i en contra de les ordres de Montcalm, els aliats indis dels francesos van sortir en persecució de la columna britànica. Montcalm va intentar aturar l'atac indi que s'estava preparant, però malgrat les seves nombroses tropes no va poder evitar-ho. Els membres de les diferents tribus van atacar i van matar diversos centenars dels 3.000 soldats i milicians de les tropes britàniques que s'allunyaven en retirada al sud.
Una de les possibles explicacions per aquests fets és que els indis no entenien el concepte de rendició i, per tant, no van acceptar l'acord entre Montcalm i Monro. Segons ells, l'única forma honorable de perdre una batalla era morint o sent capturat. Malgrat que era un terme molt comú en les batalles europees, en les guerres colonials no es va estendre aquest concepte de capitulació entre cavallers. Quan els guerrers nadius van veure allunyar-se als britànics vençuts, no ho van poder acceptar i van sortir en la seva persecució. Les seves intencions segurament eren aconseguir captius com esclaus, com botí de guerra, ja que moltes vegades el govern de Nova França comprava captius britànics i americans per alliberar-los.

## Conseqüències

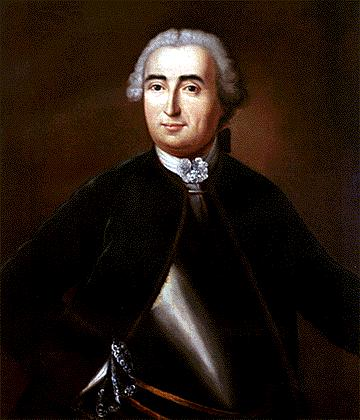
Retrat de Montcalm

Tot i haver-li enviat una negativa, el general Webb havia acabat enviant reforços a Fort William Henry, però aquests van arribar un dia massa tard, ja que, creient-se abandonat, Monro es va rendir aviat. Degut a aquests fets, Webb va caure en desgràcia i va ser ràpidament enviat de tornada a Europa.
La pèrdua de Fort William Henry va ser un cop dur als plans britànics, els quals estaven planejant atacar Mont-real per envair i ocupar tota Canadà. No obstant això, aquest revés només va causar un retard de dos anys, ja que el 1759 els anglesos prendrien Quebec i Mont-real, on moriria el marquès de Montcalm.
Finalment també cal destacar un brot de verola entre els nadius perquè aquests es van dedicar a desenterrar molts dels morts del cementiri del fort, la major part dels quals havien mort per aquesta malaltia. Els guerrers van portar la malaltia als seus diferents pobles, originant una de les pitjors epidèmies de verola en molts anys.

## L'últim mohicà
En aquesta batalla i la subsegüent matança es va inspirar la famosa novela L'últim mohicà de James Fenimore Cooper (1826) i la pel·lícules homònimes basades en aquesta obra.